# Mennonité

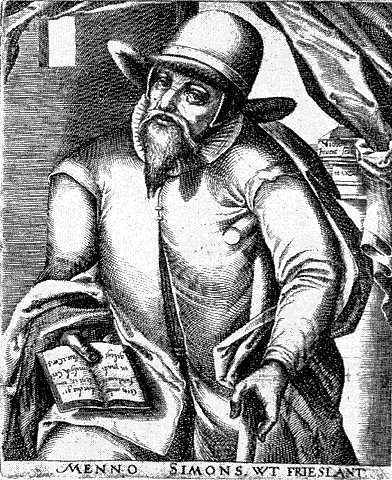
Rytina z roku 1608 od Christoffela van Sichema

Mennonité jsou jednou součástí křesťanského hnutí novokřtěnců (tzv. anabaptistů), kteří si původně říkali švýcarští bratří. Vznikli vlivem Menno Simonse po r. 1545 v Holandsku a severním Německu. Sami slovo anabaptismus neužívali, protože bylo chápáno jako hanlivé; v druhé polovině dvacátého století se však tento název plně vžil. Chápou se jako nezařaditelní do běžných proudů reformace, tvořící „třetí cestu“ (po katolictví a protestantství).

## Menno Simons
Název pochází od jména Menno Simonse (1496–1561), který anabaptismus obnovil a formalizoval jeho učení. Menno se narodil ve fríském Witmarsumu, získal vzdělání v Holandsku a stal se římskokatolickým knězem. Studium Písma, pronásledování jinověrců katolíky a setkání s anabaptisty ho v roce 1536 donutilo opustit římskokatolickou církev a připojit se k anabaptistům. Menno dal novému hnutí ráz duchovního, mírumilovného a tvůrčího křesťanství.
Menno byl duchovním vůdcem a organizátorem. Působil jako misionář, cestoval a zakládal sbory v celé severní Evropě mezi Francií a Ruskem. V pokojných chvílích napsal Menno pro své sbory řadu knih a traktátů. Ve své knize „Základ pravé víry křesťanské“ položil Menno Simmons dogmatický základ pro hnutí mennonitů. Kniha „Nové zrození“ popisuje, co to znamená být křesťanem.
Po Mennonově smrti se hnutí rozdělilo na skupiny konzervativní a pokrokové. Přes tyto vzájemné teologické rozepře byly obě skupiny známé jako zapálení křesťané a znamenití hospodáři a řemeslníci.

## Učení
| „                    | Pravá, bohulibá víra nemůže být jalová, ale nutně ovoce plodí a svou podstatu najevo dává. | “ |
| — Menno Simons, 1539 |                                                                                            |   |

Menno Simons kázal následující:
- pozorné čtení Písma (mnozí negramotní anabaptisté udivovali své žalářníky znalostí nazpaměť naučených biblických textů)
- horlivost v šíření víry a nabádání k pokání
- vykládání Písma ve světle života a učení Kristova
- důraz na bohabojnou cestu životní, tj. následování Krista a vzájemnou zodpovědnost skrze církevní kázeň

Kázal proti násilí, jak bratřím, tak i pánům a vrchnostem, které je pronásledovaly. Jeho učení o přísné kázni (od důvěrného napomenutí, přes veřejné pokání, až ke stranění a exkomunikaci) způsobilo v praxi mnoho problémů, a je dosud kontroverzní.

## Praxe
Ve svých sborech mennonité udržovali přísnou kázeň. Bohoslužba byla prostá: čtení Písma, modlitby, kázání, a společný zpěv, většinou bez hudebních nástrojů. Byla zachovávána Večeře Páně, křest dospělých (tj. dvě svátosti ze sedmi), a obřad umývání nohou. Vojenská služba, zastávání civilních úřadů, přísaha a placené duchovenstvo se zamítalo. Mennonité zavedli ve své církvi biskupy, tj. volené seniory (starší). Duchovní jsou voleni věřícími.

## Historie
Kvůli pronásledování opustila mennonitská komunita v roce 1555 Holandsko a hledala po celé Evropě vhodné místo, kde by se mohla usadit. Moravští anabaptisté (habáni) byli chráněni moravskými stavy i proti císaři; byli zde oceněni pro svou píli, spořádaný způsob života a obratnost v řemeslech. Carevna Kateřina II. osidlovala Ukrajinu a Krym mennonitskými emigranty, William Penn zval tyto lidi do Ameriky. V Anglii za vlády Jindřicha VIII., bylo mnoho vlámských anabaptistů, kteří se snažili uprchout domácím lovcům kacířů, umučeno a upáleno. Persekuce pokračovala i za vlády Alžběty I. (vedle perzekuce tajných katolíků, tajných luteránů a ke kalvínství tíhnoucích puritánů). V 17. století se situace novokřtěnců zlepšila a byly na ně v západní Evropě uvaleny jen vysoké daně.
V Polsku se mennonité usazovali v dosud neosídlených oblastech. Řada mennonitů přesídlila odtud do Ruska. Ale nakonec i odsud museli prchnout. Odešli posléze do Severní Ameriky.
Dnes jsou mennonité nejpočetnější skupinou anabaptistů. Žijí v 60 zemích a dospělých členů se odhaduje přes milion. Nejpočetnější komunity mennonitů jsou ve Spojených státech, Kanadě, Jižní Americe a v Kongu.

## Mennonité v současnosti

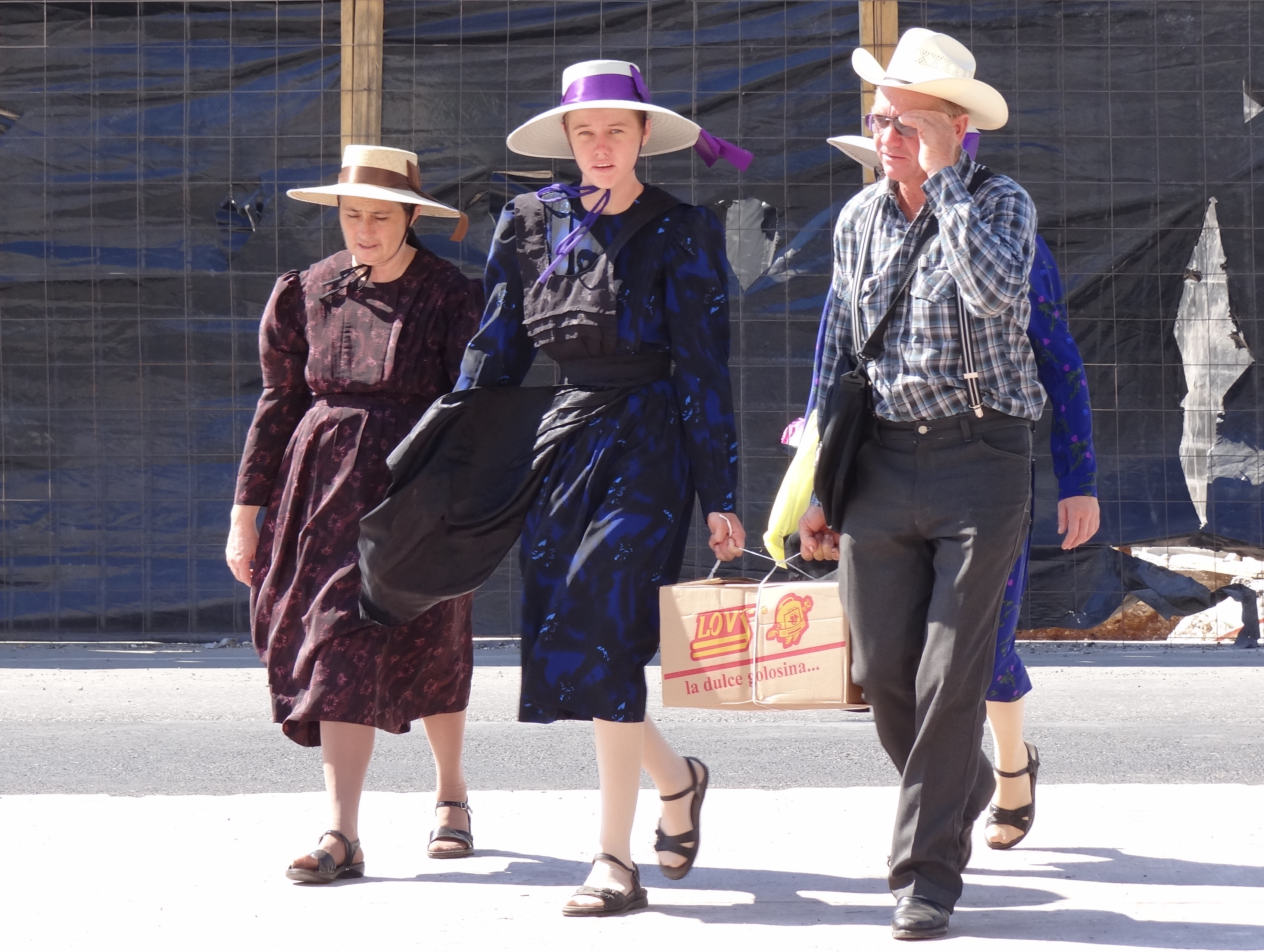
Mennonité ve státě Campeche v Mexiku

Dnešní mennonity je možno neformálně dělit na tři skupiny: tradiční (starosvětské), konzervativní, a asimilované. Tradiční mennonité se podobají starosvětským amišům, ale většinou se holí. Omezují využívání technologií a jiných moderních vymožeností podle toho, zda tyto vynálezy podemílají rodinu a komunitu. Asimilovaní mennonité se neliší v životním stylu od svých světských sousedů, a soustřeďují svoji snahu na misie, řešení mezilidských konfliktů, pomoc chudým a postiženým katastrofami, a moderaci vlastního konzumerismu. Konzervativní mennonité se nacházejí někde uprostřed; šatí se postaru, ale ne přísně, mají např. auta, ale ne televizi.
Asimilovaní mennonité tvoří dvě třetiny všech mennonitů v Severní Americe. Počet tradičních i konzervativních mennonitů roste a šíří se do dalších oblastí a zemí, kde zakládají nové vesnice.
V USA tvoří několik samostatných náboženských společností, jako jsou Lancasterská mennonitská konference (LMC) a Mennonitská církev v USA (MCUSA).

## Rozdíly mezi amiši a mennonity
Většina mennonitů je dnes do velké míry moderní, kdežto většina amišů (pojmenovaných podle klíčové osobnosti Jakoba Ammanna) udržuje život po starodávnu (plnovous, starobylé jednoduché šaty, koňské potahy, zákaz elektřiny atp.). Ale existují i velmi tradiční mennonité. Oba dva směry na sebe mají vzájemný vliv, a někdy splývají dohromady. Amišové nestaví kostely (bohoslužby slaví doma), slaví večeři Páně dvakrát do roka, a důsledně dbají na separaci od světa. Mají většinou přísnější církevní kázeň. Svůj způsob života obvykle sami shrnují do hodnot šetrnosti, pracovitosti, pospolitosti a pozitivního přístupu k životu.